# Даулеткерей
Даулеткерей Шигайулы (Шигаев) (каз. Дәулеткерей Шығайұлы) — композитор-кюйши, один из ярких представителей западноказахстанского домбрового искусства. Родился в 1820 году в Букеевской Орде.

## Биография
Даулеткерей родился весной 1820 года в ауле Орда тогда Внутренней Орды (ныне село Хан ордасы Бокейординского района Западно-Казахстанской области). Его отец султан Шигай Нуралиев временно (1815—1823) правил Внутренней (Бокеевской) Ордой после смерти хана Бокея будучи регентом несовершеннолетнего будущего хана Жангира Бокеева. Он умер, когда Даулеткерею было всего пять лет, и дальнейшие заботы о его воспитании взял на себя двоюродный брат, султан Мендигирей Букейханов, самый богатый и влиятельный человек в Букеевской Орде после хана Жангира.
В детстве Даулеткерей учился мусульманской грамоте у муллы. Хан Жангир, получивший образование в России, создавал возможности для получения детьми русского образования в Орде. Даулеткерей научился говорить по-русски, умел по-русски читать и писать. Его прозвали образованным мальчиком. Но он выделялся умением играть на домбре. Мастерству игры на этом инструменте он научился у превосходного домбриста Мусиралы Бердалы-улы. В Орду, ставшую зимним центром султанов, в начале 40-х годов XIX века приглашали артистов драмы и музыкантов из Саратова. Есть сведения, что Даулеткерей с детства был знаком с русской и европейской музыкой. Он хорошо играл и на русской балалайке, умел играть на гитаре и мандолине.
В молодости Даулеткерей стал свидетелем народно-освободительного восстания казахов Букеевской орды (1836—1838) под руководством Исатая Тайманова и Махамбета Утемисова против российской колонизации и наместника царя хана Жангира, которое оставило свой отпечаток на творчестве кюйши.
В 1851 году Даулеткерей Шигаев становится правителем рода Серкеш. Он попадает в число представителей казахского народа на торжествах по случаю коронации царя Александра II в 1855 году. В этом путешествии в Петербург он услышал и увидел много интересного, чего не видел и не слышал раньше, услышал произведения европейских композиторов в оркестровом исполнении.
В 1861 году Даулеткерея назначили правителем рода в Кызылкурт, там он через год встретился с «отцом» кюев — Курмангазы. Даулеткерей во время встречи сыграл свой кюй «Булбул» (Соловей). Пьеса очень понравилась Курмангазы, он включил её в свой репертуар и даже сочинил своеобразную фантазию на эту тему. Играя друг другу, Курмангазы и Даулеткерей много позаимствовали друг от друга . Известный казахский музыковед, академик Ахмет Жубанов пишет: «На музыкальное творчество Даулеткерея большое влияние оказали беседы с Курмангазы, встречи с другими домбристами, исполнявшими кюи в традиционно народной манере».
Последующие кюи Даулеткерея «Топан» и «Жигер», выражающие стремление народа к свободе, вместе с тем отражают раздумья человека, много выстрадавшего в жизни, мужественного, сдержанного, серьёзного. О кюе «Жигер» собиратель казахских народных произведений Александр Затаевич писал: «В этом кюе звуки превышают возможности домбры, бьют через край, бурлят. Это произведение, написанное в приподнято-возвышенном темпе, имеет большое значение».
В последние три десятилетия жизни замечательного кюйши наступает подлинный расцвет творчества. Появляются кюи, совершенные по мастерству и глубине содержания.
Даулеткерей скончался 4 мая 1887 года. Он оставил значительное музыкальное наследие, повлиявшее на дальнейшее развитие народной инструментальной музыки в Казахстане.

## Творчество
В начале 40-х годов были созданы первые известные кюи Даулеткерея «Кыз Акжелен» и «Кос-алка́». Толчком к сочинению этих домбровых пьес послужили жизненные впечатления кюйши. В одном случае — встреча с искусной домбристкой и очень красивой девушкой Акбала-кыз. Ей и посвящён кюй «Кыз-Акжелен». Это первая попытка Даулеткерея создать в музыке портретную зарисовку. Александр Затаевич, записавший это произведение, отметил: «Очень красива и свежа его средняя часть, где на высоком регистре домбры звучит красивая мелодия, как бы интонируемая девичьими голосами».
Кюй «Кос-алка́» — одно из самых популярных произведений Даулеткерея. По мнению академика А.Жубанова, музыкальное содержание кюя передает мирное покачивание женских украшений во время ходьбы. Такому восприятию способствует прежде всего ритм кюя, состоящий из равномерных восьмых и четвертей, а также плавные линии мелодии, складывающиеся на небольших восходящих и нисходящих интонационных попевок. Форма кюя традиционна, она состоит из нескольких разделов, в которых основная тема проводится в разных регистрах. В этом отношении кюй «Кос алка» можно считать монотематическим.
Следующие два произведения «Коныр-кюй» и «Кос шек», созданные в период поисков новых средств выразительности, являются новаторскими. Затаевич назвал «Коныр-кюй» настоящей элегией и дал следующую характеристику этим двум кюям: «Две пьесы, в содержании своем обобщенные мятущимся и патетическим началом несколько подчеркнутой выразительности и, по характеру своих выспренных мелодических формул, как бы переливающиеся за пределы типично казахской инструментальной мелодии и приёмов её развития».
Кюй «Жигер» был создан в годы тяжелого душевного кризиса. «Жигер» — произведение громадной трагедийной силы и взволнованности, передавшее тревожный дух своего времени.
Кюй «Кудайша». Открывает кюй традиционным вступительным материалом бас буын. На протяжении всего кюя вступительный материал повторяется несколько раз, разграничивая собой другие разделы формы. Основная тема представляет собой развернутое построение, состоящее из нескольких мелодических фраз, каждая из которых завершается ниспадающей интонацией.
Кюй «Кыз акжелен». Среди ранних сочинений Даулеткерея «Кыз Акжелен» — наиболее зрелое произведение. Кюй отличается удивительной мелодичностью, естественностью развертывания музыкального материала, совершенством формы. В кюе присутствуют все основные разделы традиционной формы кюев Западного Казахстана: бас буын, орта буын и сага.
Произведения Даулеткерея демонстрируют прогрессивные общественные взгляды, философию жизни, лирику времени, историю народа. Особенно ярко в его кюях отображаются картины природы и её красота. Всего за свою жизнь акын сочинил около сотни инструментальных произведений для домбры. По словам известного исследователя музыки Ахмета Жубанова племянник Даулеткерея Науша Бокейханов, живший в советское время, играл около 50 его кюев.

## Память
- В Бокейординском историко-музейным комплексе (село Ханская ставка) построен белоснежный мавзолей над могилой акына.
- К 175-летию со дня рождения Даулеткерея выпущена сцепка — две памятные почтовые марки Казахстана номиналом 2 и 28 тенге с одинаковым портретом.
- В 1995 году Западно-Казахстанскому институту искусств в Уральске присвоено имя Даулеткерея.
- Именем Даулеткерея названы улицы в Алматы, Атырау, Уральске.[2]
- В 2006 году именем Даулеткерея назван в населённый пункт в Курмангазинском районе Атырауской области.

## Интересные факты
- 2008 год — Известная казахская этно-рок-группа «Улытау» сочинила композицию «Даулеткерей» на основе его кюя «Короглы» , а также интерпретировала его другой известный кюй — «Акжелен» .
- 2011 год — Кюй Даулеткерея «Короглы» стал основой первой композиции «Эдиге» дебютного альбома «Аттила» другой уникальной казахской этно-рок-группы «Алдаспан», впервые использующей вместо электрогитар электродомбры (соло, ритм и бас) .
- В 2011 году кюй Даулеткерея вошёл в репертуар джазового Биг-бэнда Игоря Бутмана